# Ambrosius Regondi

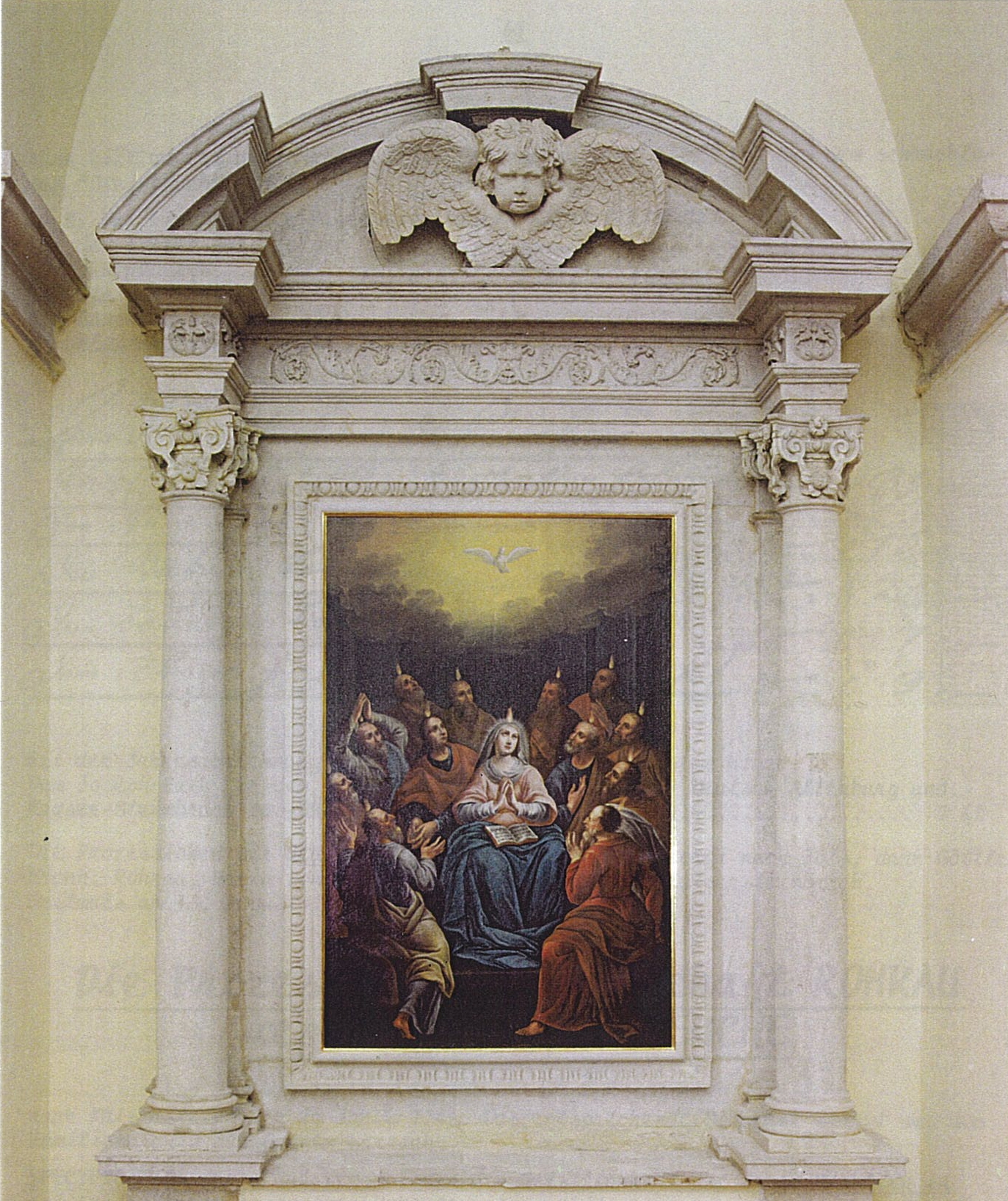
Regondi-Altar der Kaisersteinbrucher Kirche

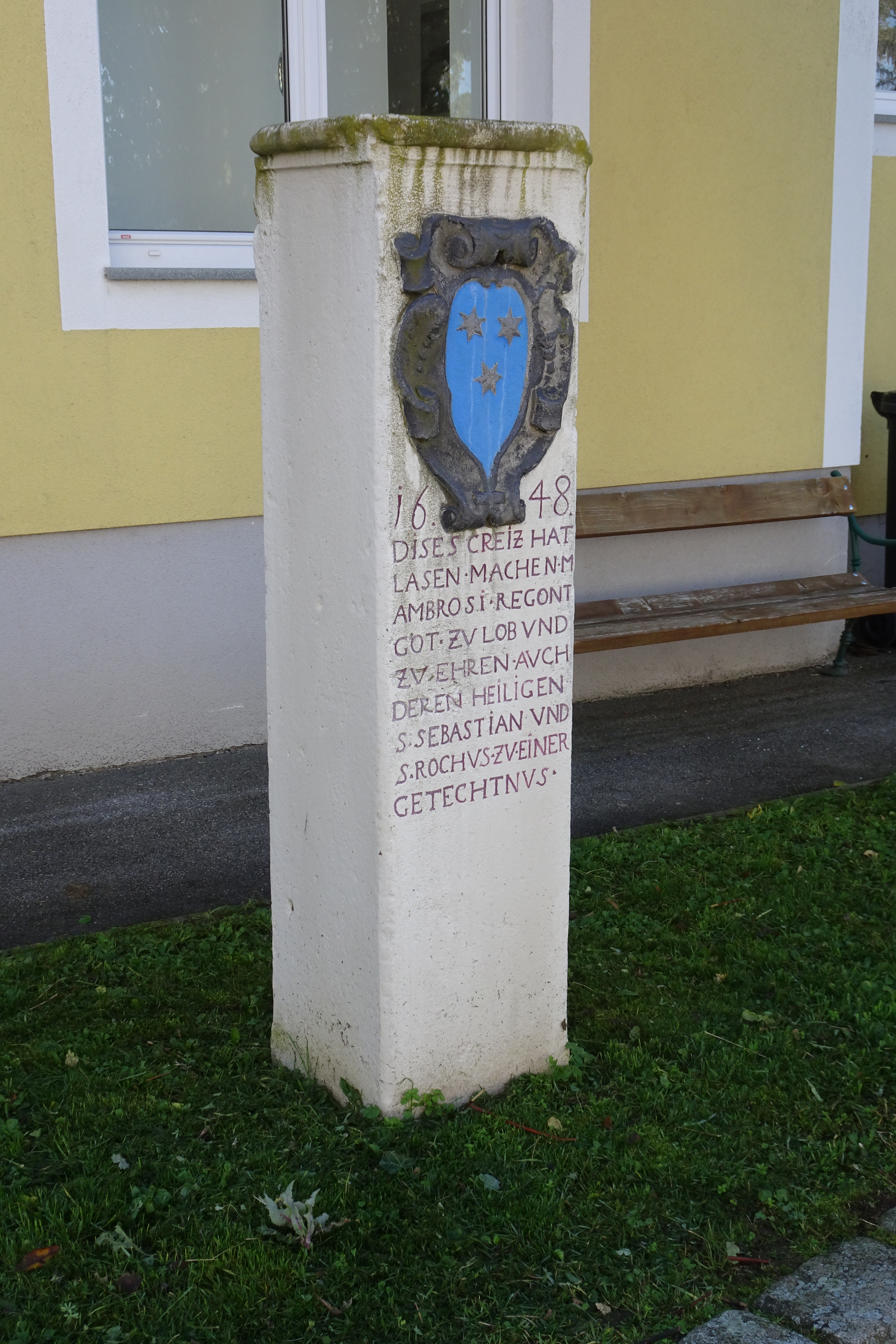
Pestkreuz von 1648 mit Wappen der Regondis

Ambrosius Regondi (* 1608 im Herzogtum Mailand; † 24. Dezember 1681 in Kaisersteinbruch, Ungarn, heute Burgenland) war ein italienischer Steinmetzmeister und Bildhauer des Barock. Er war der Bruder von Giorgio Regondi und zählt zu den Magistri Comacini.

## Leben
Der Steinmetzgeselle Ambrosius Regondi heiratete 1633 in der Kaisersteinbrucher Kirche Elisabeth Bregnin, Tochter des Hof-Steinmetzmeisters Antonius Bregno, verwitwet nach Meister Pangratz Rosso. Die Braut brachte ein Haus samt Steinbruch in die Ehe ein, und ebnete, nach den Zunftregeln, seinen Weg zum Meister. Sie starb am 19. August 1642. Sein erster Lehrling war 1641 Domenicus Morelli aus Riva San Vitale.

## Salva Guardia-Privilegium für Kaisersteinbruch
→ Salva Guardia-Privilegium für Kaisersteinbruch#Kaiser und König Ferdinand III.

## Steinmetzhandwerke des Leithagebirges schließen sich 1649 in der Kaisersteinbrucher Viertellade zusammen

### Meister Maderno gegen Meister Ambrosius Regondi
Abt Michael Schnabel schrieb: … am 13. Dezember 1650 ist klagend vor mir erschienen Herr Richter im Steinbruch Meister Maderno, dass ihn Meister Ambrosius Regondi vor aller Welt verschreit, ihn um etwas Geld, wohl bei 80 Gulden übervorteilt zu haben. Das war eine Schmähung seiner Ehre, solche musste ihm Meister Ambrosius wiederum erstatten, im Beisein der Meister und Gesellen öffentlich Abbitte leisten. Daraufhin Meister Ambrosius um die zwei Türgestell in der neuen Mühle bestraft worden. Er hat also seinen Auftrag nicht bezahlt bekommen.

### 28 Jahre Kaisersteinbrucher Richter
Bei der Kirchweihe am 30. Juli 1652 kam es zu einem Eklat. Wegen dieser Vorfälle wurde Ambrosius Regondi als Nachfolger des nobilitierten Hof-Bildhauers Pietro Maino Maderno neuer Richter. 1653 konnte das Stift Heiligenkreuz als Obrigkeit durch eine „adelige“ Kommission alle Forderungen durchsetzen. Seither wird die Familie Regondi im Archiv der Universität Wien und im Stift Altenburg als nobilitiert bezeichnet.

## 1653 Liste mit 125 Bewohnern
Es wurden einerseits 125 Bewohner im Steinbruch gezählt, zugleich eine Häuserliste erstellt. Im Hause des Richters Ambrosius Regondi, seine Frau Angela, des Richters Bruder Giorgio Regondi mit Frau Maria, des Richters Tochter Catharina.

## Die Meister des Kaisersteinbrucher Steinmetzhandwerkes
Ambrosius Regondi amtierte als Richter von 1653 bis 1680, seine Mitmeister in diesen Jahren waren Simon Andrieth, Benedict Annon, Ambrosius Ferrethi, Camillo Rezi, Domenicus Petruzzy, Johann Lorentisch, Antonius Pery, Giorgio Regondi.

### Steinlieferungen für den Palatin Paul Pálffy
Am 21. Februar 1653 informierte Palatin Paul Pálffy, den Abt von Heiligenkreuz Michael Schnabel, zum wiederholten Male über große Steinlieferungen: wollen mir von dero Steinbruch etliche Fuhren Stein zur Thonau führen. Um benötigte 200 Fuhren abzuholen werden Benachbarte mit etlichen Wägen beigegeben.

### Kauf eines Steinbruchs
Im Beisein der Herrschaft und der Wiener Meister Adam Haresleben, damaliger Dombaumeister zu St. Stephan und Bartholomäus Khöll, kaiserlicher Hof-Steinmetz, wurde am 16. September 1655 ein Kaufvertrag abgeschlossen. Da Meister Hans Herstorffer verstorben war, hat die Witwe und Erbin den Kaisersteinbrucher Besitz dem Herrn Richter und Meister Ambrosius Regondi käuflich überlassen.

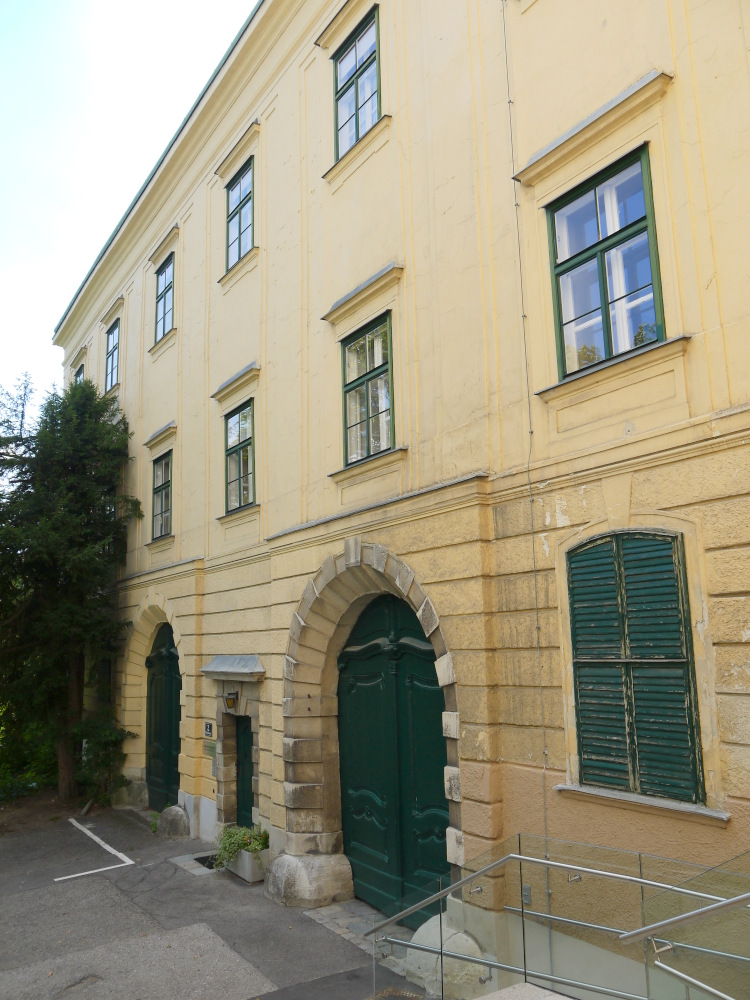
Schloss Ober St. Veit
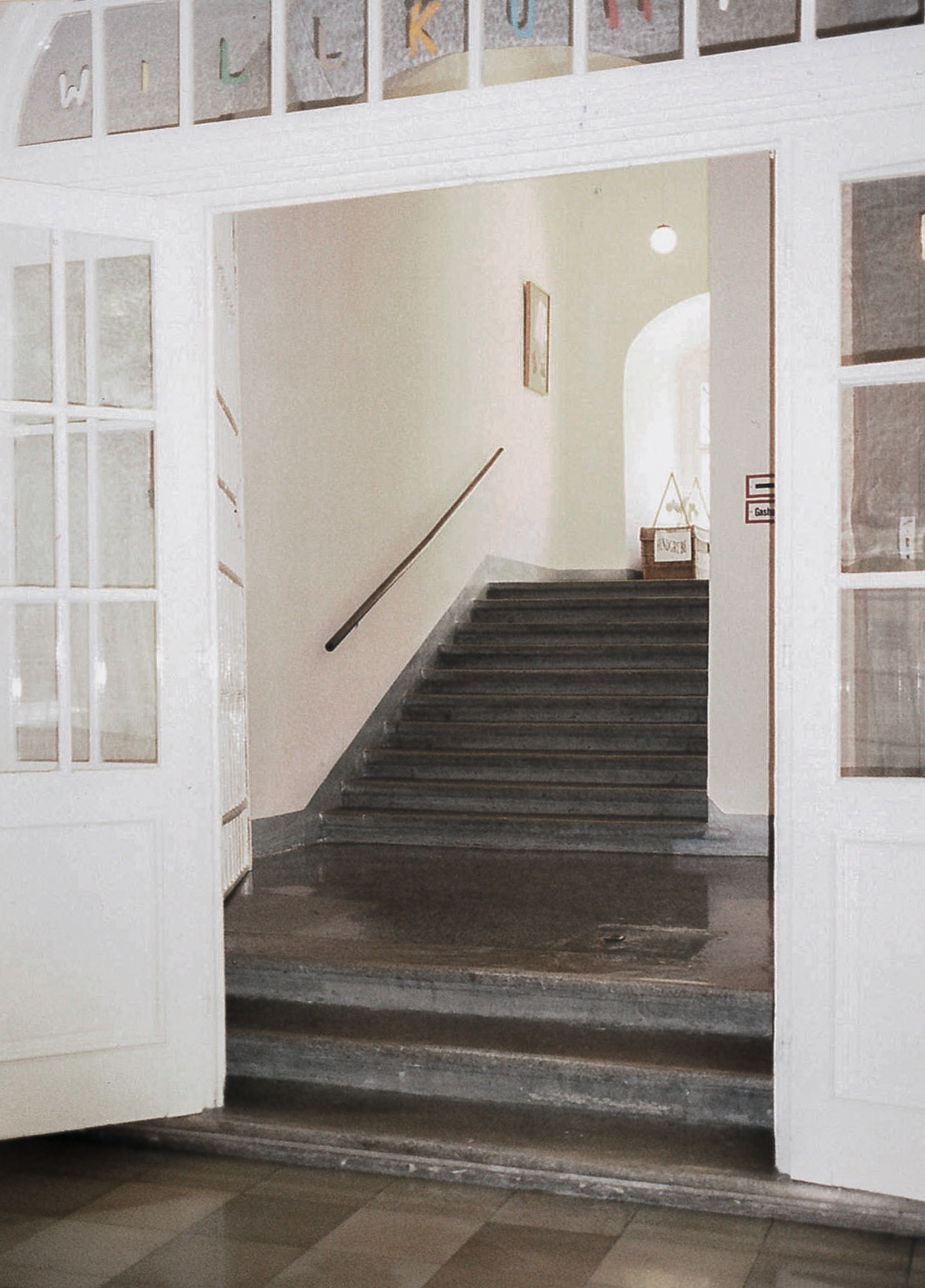
Zur großen Treppe
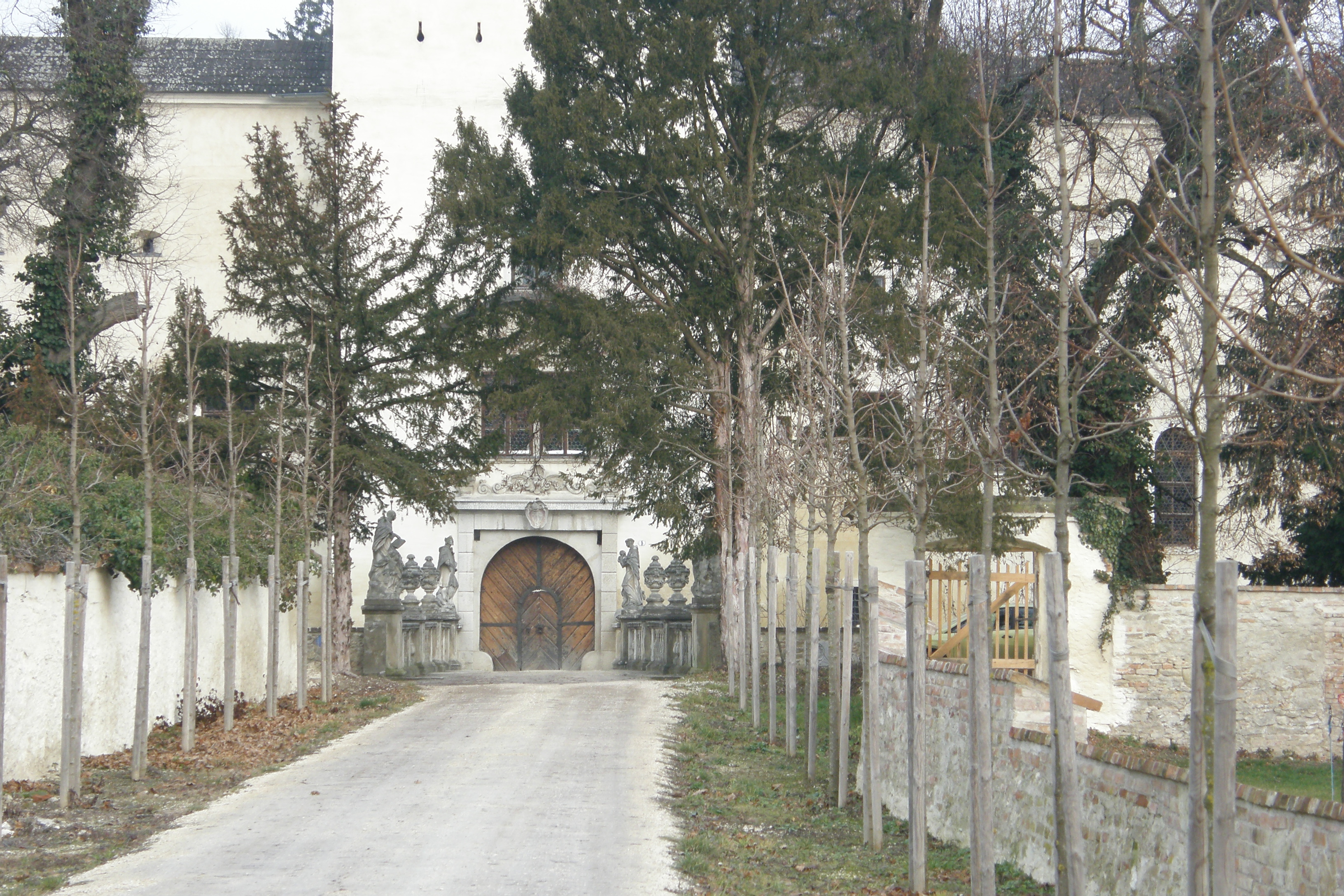
Schloss Niederleis
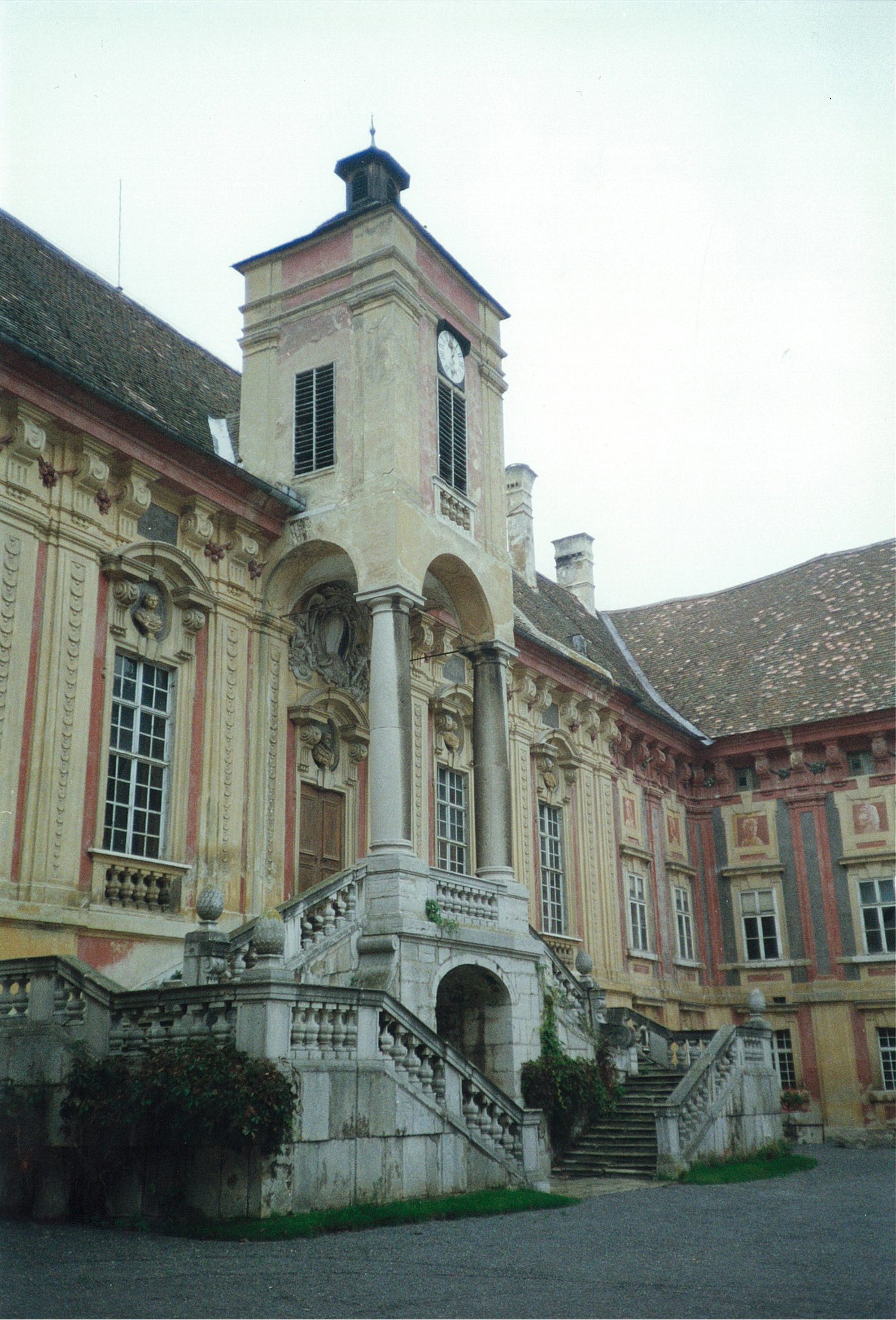
Schloss Petronell
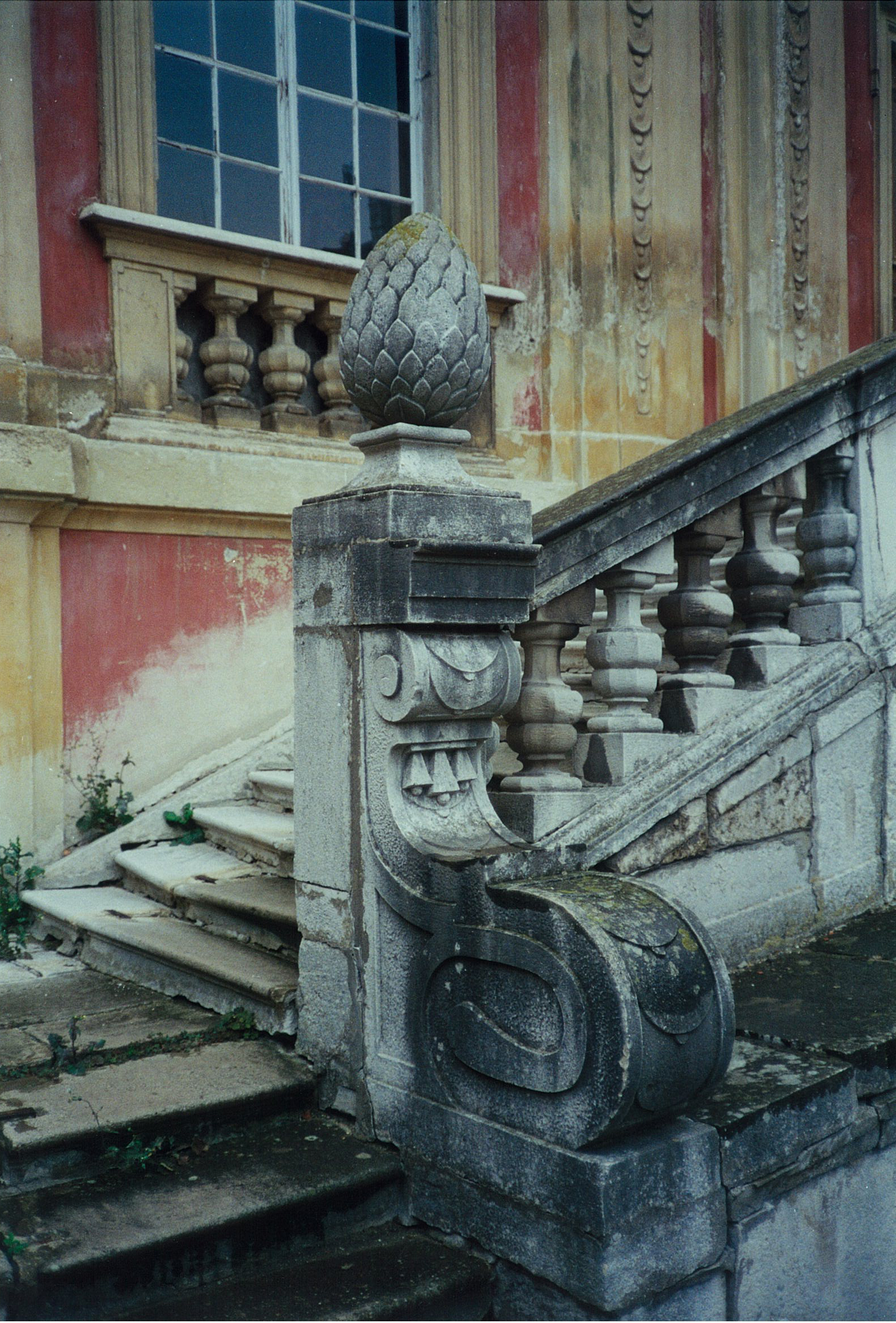
Freitreppe, Kaiserstein
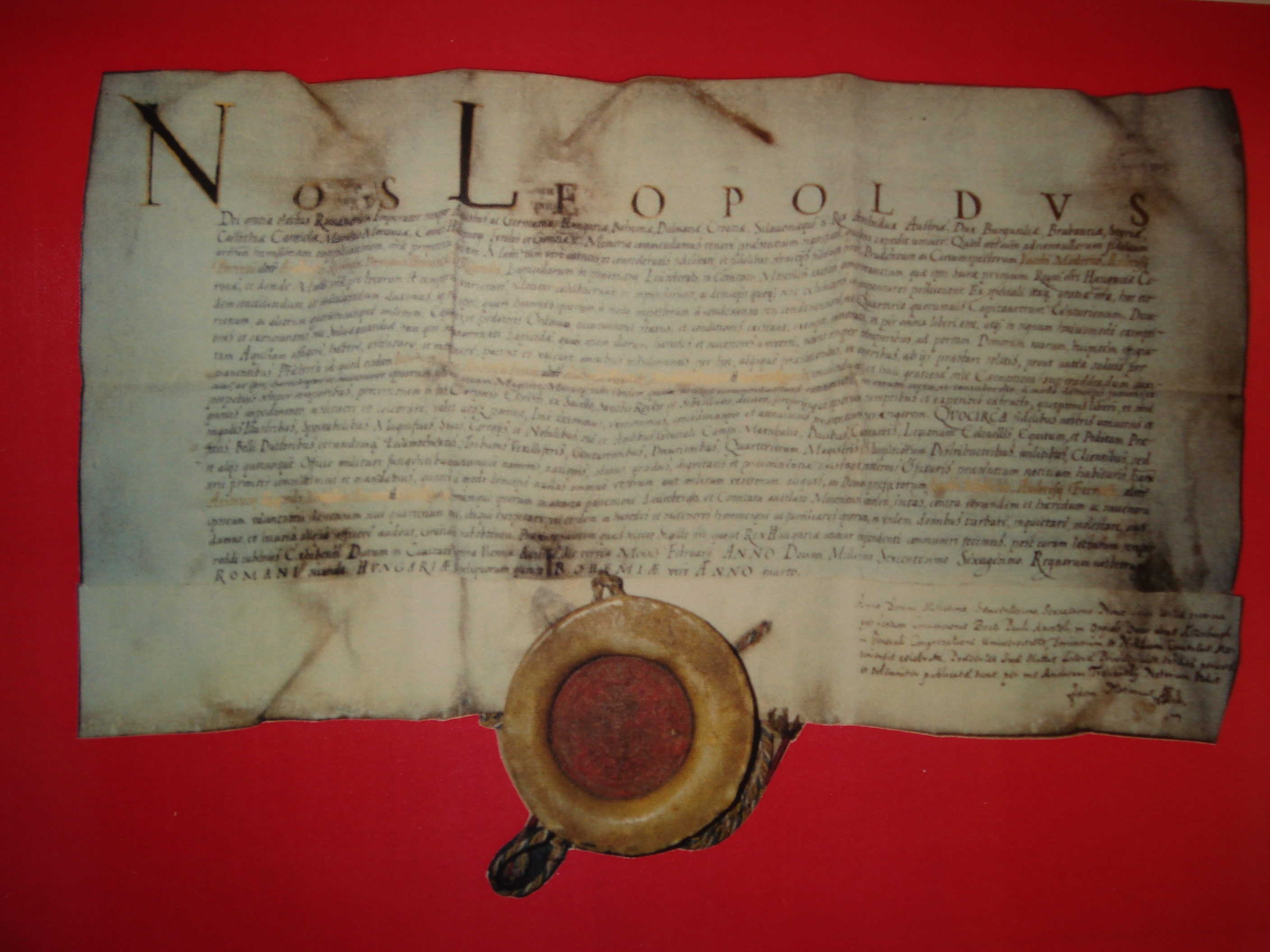
Salva Guardia-Privilegium 1660
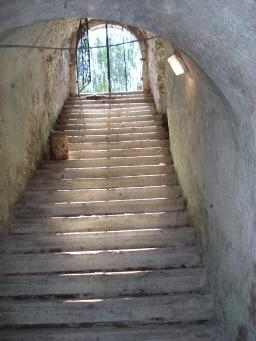
Abgang in den Gewölbekeller
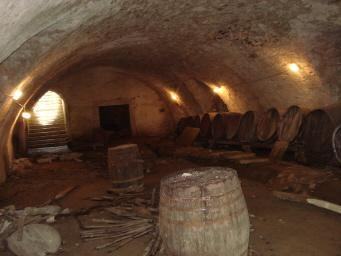
Kaisersteinbrucher Gewölbekeller 1669

## Salva Guardia-Privilegium für Kaisersteinbruch
→ Salva Guardia-Privilegium für Kaisersteinbruch#Kaiser und König Leopold I.
Kaiser Leopold I. erneuerte und verlieh 1660 das Privilegium der Befreiung von militärischer Einquartierung, zum Zeichen dessen an den Türen ihrer Häuser den kaiserlichen Doppeladler anzubringen und sollen eine Kapelle zur Fronleichnams-Prozession errichten. Als Dank den Meistern Jacobus Maderno, Ambrosius Ferrethi, Ambrosius Regondi, Domenicus Petruzzy und Giorgio Regondi auch ihm selbst geleisteten Diensten.

### Sohn Sebastian
Um 1664 gebar Frau Angela den einzigen Sohn Sebastian.

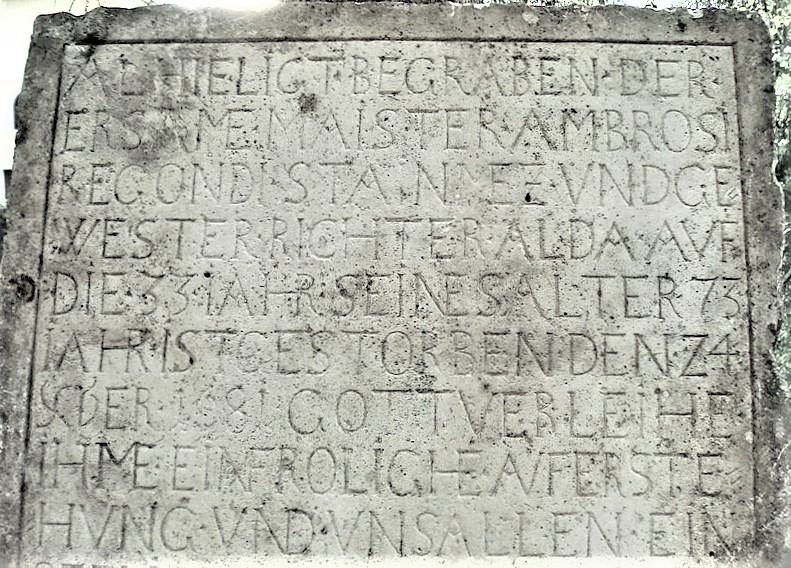
Epitaph Ambrosius Regondi

## Tod 1681
Meister Ambrosius Regondi starb am 24. Dezember 1681 mit 73 Jahren, 33 Jahre amtierte er als Richter. Im Jänner 1681 war sein jüngerer Bruder, Meister Giorgio Regondi verstorben, dessen Söhne hatten den geistlichen Weg gewählt, Sebastian war der einzige weltliche Erbe. Witwe Angela Regondin und Sohn Sebastian erwarben den gesamten Regondi-Besitz. Sebastian Regondi erlernte das Steinmetzhandwerk in der Dombauhütte zu St. Stephan in Wien.

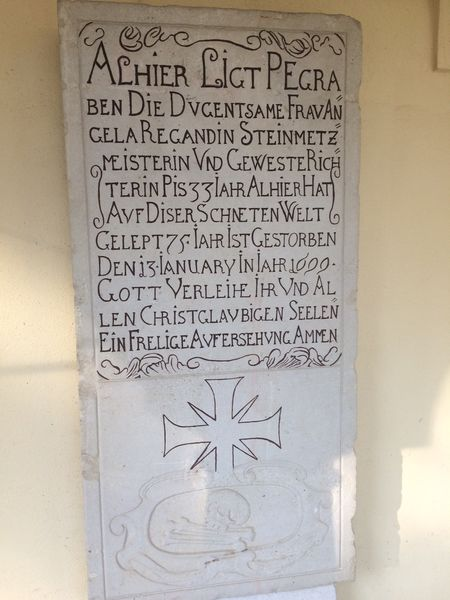
Epitaph Angela Regandin

Inschrift auf der Grabplatte der Witwe Angela Regondin:
ALLHIER LIGT PEGRABEN DIE DUGENTSAME FRAU ANGELA REGANDIN / STEINMETZMEISTERIN UND GEWESTE RICHTERIN PIS 33 JAHR ALLHIER / HAT AUF DIESER SCHNETEN WELT GELEPT 75 JAHR / IST GESTORBEN DEN 13. JANUARY IM JAHR 1699 / GOTT VERLEIHE IHR UND ALLEN CHRISTGLAUBIGEN SEELEN EINE FRELIGE AUFERSTEHUNG. AMEN.

## Werke
- 1645: Pestkreuz in Purbach
- 1648: Pestkreuz in Kaisersteinbruch, mit dem Wappen der Familie Regondi:

DISES CREIZ HAT LASEN MACHEN AMBROSY REGONT / GOT ZU LOB UND ZU EHREN / AUCH DEREN HEILIGEN ST. SEBASTIAN UND ST. ROCHUS / ZU EINER GETECHTNUS.
- 1648: Stift Heiligenkreuz, Portale, Stiegenstufen
- 1650–1654: Schloss Ober St. Veit, barockes Residenzschloss für Bischof Philipp Graf Breuner, Regondi bekam 557 fl und 525 fl für das Haupttor und 300 fl für den Aufgang
- 1653: Kirche Kaisersteinbruch, linker Seitenaltar, bildhauerische Gestaltung, kunstvolle Kapitälle, Wappen der Familie Regondi, 1994 Bild „Pfingstwunder“

- 1655: Erzbischöfliches Palais
- 1655–1657: Schloss Niederleis
- 1660–1680: Schloss Petronell, im Mai 1676 Aufstellung über die von Ambrosio und Giorgio Regondi aus Kaisersteinbruch für den Schlossbau gelieferten Steinteile: Gesamtkosten 3.821 fl 36 kr. Unterschrieben von Ambrosio Regondi, Carlo Canevale, Carpoforo Tencalla.
- 1661–1670: Stift Klosterneuburg, … wasmassen das Gottshaus zu seinem Gebäude Plattenstein, so 3 Schuh lang, alles zusammen 17 Clafter vonnöten habe … Herr Ambrosius auf seine Uncosten nacher Wien bis zu dem Wasser (Donau)- wofern das Wetter gut – jede Clafter zu 9 Gulden.
- 1664–1667: Kaisersteinbruch, Herrschaftlicher Gasthof, Auftrag Stift Heiligenkreuz
- 1667–1672: Schloss Esterházy (Eisenstadt), großer Umbau durch Paul Esterházy, mit Ambrosius Ferrethi
- 1669: Pfarrhof Kaisersteinbruch, Gewölbekeller und Kasten, zwei Schwurhände (zwei Creuz sambt der Handt ausgehaut), Auftrag Stift Heiligenkreuz

### 1669 Kaisersteinbrucher Gewölbekeller
Abt Clemens Schäffer protokollierte … Herrschaftlicher Gewölbekeller, anno 1669 ist allda in Steinbruch auf einem Anger unweit der Kirche ein Keller gegraben und samt einem doppelten Kasten darauf, verfertigt worden. Die Länge in Licht ist 16 Clafter, die Breite 4 Clafter, hat gekostet bei 1.000 Taler. Es ist ein stattlicher tiefer Keller und sehr kalt, wird von uns (vom Stift Heiligenkreuz) von Georgi bis Michaeli in selbigen Wein ausgeschenkt, doch von Rochi-Tag ein und anders Fass Wein in das Gemeindewirtshaus gelegt … jedoch aus lauter Gnade.

## Archivalien
- Archiv der Universität Wien: Immatriculationen.
- Wiener Stadt- und Landesarchiv: Steinmetzakten, Bruderschaftsbuch.
- Diözesanarchiv Wien: Bauakten des Erzbischöflichen Palais in Wien.
- Stift Heiligenkreuz Archiv: Kirchenbücher, Register, Steinmetz, 1653: Lieferungen für Palatin Paul Pálffy.
- Stift Klosterneuburg Archiv: Kammeramtsrechnungen.
- Stadtarchiv Wiener Neustadt: Steinmetzakten.